# Nuoto ai campionati europei di nuoto 2020 - 200 metri rana femminili
La specialità dei 200 metri rana femminili  dei campionati europei di nuoto 2020 si è svolta il 20 e 21 maggio 2021 presso la Duna Aréna di Budapest.

## Podio
| Pos.    | Atleta         | Nazione     |
| ------- | -------------- | ----------- |
| Oro     | Molly Renshaw  | Regno Unito |
| Argento | Lisa Mamie     | Svizzera    |
| Bronzo  | Julija Efimova | Russia      |

## Record
Prima della manifestazione il record del mondo (RM), il record europeo (EU) e il record dei campionati (RC) erano i seguenti.
|  | 2'19"11 | Rikke Møller Pedersen | 1 agosto 2013 Barcellona |
|  | 2'19"11 | Rikke Møller Pedersen | 1 agosto 2013 Barcellona |
|  | 2'19"84 | Rikke Møller Pedersen | 22 agosto 2014 Berlino   |

## Risultati

### Batterie
| Pos. | Batteria | Corsia | Atleta                  | Nazionalità | Tempo   | Note |
| ---- | -------- | ------ | ----------------------- | ----------- | ------- | ---- |
| 1    | 3        | 4      | Evgeniia Chikunova      | Russia      | 2'23"92 | Q    |
| 2    | 5        | 5      | Abbie Wood              | Regno Unito | 2'24"16 | Q    |
| 3    | 3        | 3      | Lisa Mamie              | Svizzera    | 2'24"47 | Q    |
| 4    | 4        | 4      | Molly Renshaw           | Regno Unito | 2'24"52 | Q    |
| 5    | 5        | 4      | Julija Efimova          | Russia      | 2'24"75 | Q    |
| 6    | 4        | 5      | Maria Temnikova         | Russia      | 2'24"95 |      |
| 7    | 4        | 3      | Francesca Fangio        | Italia      | 2'25"00 | Q    |
| 8    | 5        | 3      | Marina García Urzainqui | Spagna      | 2'24"99 | Q    |
| 9    | 3        | 5      | Jessica Vall            | Spagna      | 2'25"17 | Q    |
| 10   | 3        | 2      | Martina Carraro         | Italia      | 2'25"36 | Q    |
| 11   | 4        | 2      | Victoria Kaminskaya     | Portogallo  | 2'25"90 | Q    |
| 12   | 5        | 0      | Sophie Hansson          | Svezia      | 2'26"08 | Q    |
| 13   | 2        | 4      | Kotryna Teterevkova     | Lituania    | 2'27"06 | Q    |
| 14   | 2        | 5      | Anastasia Basisto       | Moldavia    | 2'27"07 | Q    |
| 15   | 3        | 0      | Petra Halmai            | Ungheria    | 2'27"20 | Q    |
| 16   | 2        | 7      | Raquel Pereira          | Portogallo  | 2'27"25 | Q    |
| 17   | 4        | 6      | Kristýna Horská         | Rep. Ceca   | 2'27"41 | Q    |
| 18   | 3        | 6      | Kim Herkle              | Germania    | 2'27"54 |      |
| 19   | 1        | 3      | Andrea Podmaníková      | Slovacchia  | 2'27"77 |      |
| 20   | 5        | 6      | Lisa Angiolini          | Italia      | 2'27"78 |      |
| 21   | 3        | 1      | Tes Schouten            | Paesi Bassi | 2'28"17 |      |
| 22   | 2        | 0      | Emelie Fast             | Svezia      | 2'28"38 |      |
| 23   | 3        | 8      | Clara Rybak-Andersen    | Danimarca   | 2'28"41 |      |
| 24   | 5        | 1      | Eneli Jefimova          | Estonia     | 2'28"64 |      |
| 25   | 5        | 2      | Eszter Békési           | Ungheria    | 2'28"81 |      |
| 26   | 3        | 9      | Martta Ruuska           | Finlandia   | 2'28"96 |      |
| 27   | 5        | 8      | Stina Kajsa Colleou     | Norvegia    | 2'29"00 |      |
| 28   | 5        | 7      | Bente Fischer           | Germania    | 2'29"79 |      |
| 29   | 4        | 8      | Thea Blomsterberg       | Danimarca   | 2'29"98 |      |
| 30   | 5        | 9      | Nikoleta Trníková       | Slovacchia  | 2'30"01 |      |
| 31   | 3        | 7      | Tatiana Belonogoff      | Russia      | 2'30"06 |      |
| 32   | 2        | 9      | Maria Romanjuk          | Estonia     | 2'30"27 |      |
| 33   | 2        | 2      | Hannah Brunzell         | Svezia      | 2'30"59 |      |
| 34   | 2        | 8      | Arianna Castiglioni     | Italia      | 2'30"96 |      |
| 35   | 4        | 9      | Eva Kummen              | Norvegia    | 2'30"97 |      |
| 36   | 4        | 7      | Tjaša Vozel             | Slovenia    | 2'31"43 |      |
| 37   | 1        | 4      | Hazal Özkan             | Turchia     | 2'31"65 |      |
| 38   | 4        | 0      | Josephine Dumont        | Belgio      | 2'32"01 |      |
| 39   | 2        | 6      | Alíz Kalmár             | Ungheria    | 2'32"41 |      |
| 40   | 2        | 1      | Ana Blažević            | Croazia     | 2'32"85 |      |
| 41   | 1        | 5      | Nina Vadovičová         | Slovacchia  | 2'33"83 |      |
| 42   | 1        | 7      | Lea Polonsky            | Israele     | 2'35"94 |      |
| 43   | 1        | 2      | Nàdia Tudó              | Andorra     | 2'37"55 |      |
| 44   | 1        | 6      | Alina Tkachenko         | Ucraina     | 2'40"49 |      |

### Semifinali
| Pos. | Batteria | Corsia | Atleta                  | Nazionalità | Tempo   | Note |
| ---- | -------- | ------ | ----------------------- | ----------- | ------- | ---- |
| 1    | 1        | 5      | Molly Renshaw           | Regno Unito | 2'21"55 | Q    |
| 2    | 1        | 4      | Abbie Wood              | Regno Unito | 2'21"86 | Q    |
| 2    | 2        | 5      | Lisa Mamie              | Svizzera    | 2'23"15 | Q    |
| 4    | 2        | 4      | Evgeniia Chikunova      | Russia      | 2'23"33 | Q    |
| 5    | 2        | 3      | Julija Efimova          | Russia      | 2'23"56 | q    |
| 6    | 1        | 3      | Marina García Urzainqui | Spagna      | 2'24"25 | q    |
| 7    | 1        | 6      | Jessica Vall            | Spagna      | 2'24"50 | q    |
| 8    | 2        | 6      | Francesca Fangio        | Italia      | 2'24"56 | q    |
| 9    | 2        | 7      | Sophie Hansson          | Svezia      | 2'24"79 |      |
| 10   | 2        | 2      | Martina Carraro         | Italia      | 2'25"07 |      |
| 11   | 1        | 7      | Kotryna Teterevkova     | Lituania    | 2'25"98 |      |
| 12   | 1        | 1      | Petra Halmai            | Ungheria    | 2'26"10 |      |
| 13   | 1        | 8      | Kristýna Horská         | Rep. Ceca   | 2'26"11 |      |
| 14   | 1        | 2      | Victoria Kaminskaya     | Portogallo  | 2'26"17 |      |
| 15   | 2        | 1      | Anastasia Basisto       | Moldavia    | 2'26"39 |      |
| 16   | 2        | 8      | Raquel Pereira          | Portogallo  | 2'26"62 |      |

### Finale
| Pos.    | Corsia | Atleta                  | Nazionalità | Tempo   | Note |
| ------- | ------ | ----------------------- | ----------- | ------- | ---- |
| Oro     | 4      | Molly Renshaw           | Regno Unito | 2'21"34 |      |
| Argento | 3      | Lisa Mamie              | Svizzera    | 2'22"05 |      |
| Bronzo  | 2      | Julija Efimova          | Russia      | 2'22"16 |      |
| 4       | 6      | Evgeniia Chikunova      | Russia      | 2'22"17 |      |
| 5       | 5      | Abbie Wood              | Regno Unito | 2'22"78 |      |
| 6       | 8      | Francesca Fangio        | Italia      | 2'24"26 |      |
| 7       | 7      | Marina García Urzainqui | Spagna      | 2'25"76 |      |
| 8       | 1      | Jessica Vall            | Spagna      | 2'25"84 |      |